# Майер, Борис Олегович
Бори́с Оле́гович Ма́йер (род. 2 марта 1954, Новосибирск, СССР) — советский и российский философ, физик и спортсмен, один из ведущих в России специалистов по вопросам глобализации. Кандидат физико-математических наук, доктор философских наук, профессор.

## Биография
Родился 2 марта 1954 года в Новосибирске.
В 1971 году поступил в Ленинградский институт точной механики и оптики на факультет оптико-электронного приборостроения.
В 1973–1974 годах – учился на физическом факультете Новосибирского государственного университета.
В 1976 году окончил Новосибирский институт инженеров геодезии, аэрофотосъёмки и картографии по специальности «инженер-оптик-физик».
В 1976–1979 годах учился в очной аспирантуре.
В 1982 году в Государственном оптическом институте имени С. И. Вавилова защитил диссертацию на соискание учёной степени кандидата физико-математических наук.
В 1992 году проходил стажировку в Эдинбургском университете.
В 1980–1983 годах – ассистент, преподаватель, старший преподаватель НИИГАиК.
В 1984–1985 годах – старший научный сотрудник СибНИИ оптических систем.
В 1986–1992 годах – старший научный сотрудник Института теоретической и прикладной механики СО РАН.
В 1993–1998 годах руководил коммерческой фирмой, занимавшейся разработкой и продвижением инновационных наукоёмких продуктов.
С 1999 года – доцент, профессор кафедры права и философии, профессор кафедры физической культуры Новосибирского государственного педагогического университета.
В 2000–2008 годах – старший научный сотрудник, ведущий научный сотрудник
Института философии и права СО РАН.
В 2005 году в Сибирском государственном аэрокосмическом университете имени академика М. Ф. Решетнёва защитил диссертацию на соискание учёной степени доктора философских наук по теме «Эпистемологические аспекты философии образования» (Специальность — 09.00.11. «Социальная философия»). Научный консультант — доктор философских наук, профессор Н. В. Наливайко. Официальные оппоненты — доктора философских наук и профессора В. И. Кудашов, В. Н. Турченко, В. И. Паршиков. Ведущая организация — Новосибирская государственная академия водного транспорта.
В 2009–2024 годах – проректор по научной работе Новосибирского государственного педагогического университета.
С 2024 года - заведующий кафедрой физического воспитания Новосибирского государственного педагогического университета.
Профессор международной кафедры ЮНЕСКО по правам человека МГИМО (У).
Член редакционной коллегии  «Сибирского педагогического журнала».
Член редакционной коллегии журнала «Философия образования».
Член диссертационных советов НГПУ, Института философии и права СО РАН и Сибирского государственношл аэрокосмического университета имени академика Н. Ф. Решетнёва.
Автор более 130 научных работ, включая 9 авторских свидетельств, патентов, 5 монографий, а также многих статей в российских и зарубежных научных журналах Европы и Китая.

## Спортивная деятельность
Президент Межрегиональной федерации тайцзицюань, входящей в состав Международной Ассоциации дунъюэ тайцзицюань.
Неоднократный золотой призёр открытых чемпионатов Китая и Республики Кореи по традиционному ушу и тайцзицюань.
В мае 2013 года получил удостоверение тренера Китайской федерации ушу по тайцзицюань (синий диплом). Тогда же принял участие в международном фестивале ушу, которые проводила Китайская федерация ушу в провинции Шаньдун, где
выиграл в соревнованиях две золотые медали и дипломы в номинации тайцзицюань с оружием и без оружия в возрастной группе до 55 лет.

## Награды
государственные и общественные
- Почётная грамота ЦК ВЛКСМ за разработку техники специального назначения (1982).[3]

спортивные

## Научные труды

### Диссертации
- Майер, Б. О. Эпистемологические аспекты философии образования (недоступная ссылка) : автореферат диссертации на соискание учен. степени д-ра фил. наук: (09.00.11). — Новосибирск, 2005. — 32 с.

### Монографии
по физике
- Ахмаметьев М. А., Майер Б. О. Теория информации : Учеб. пособие / М. А. Ахмаметьев, Б. О. Майер; Новосиб. ин-т инженеров геодезии, аэрофотосъемки и картографии. — Новосибирск: НИИГАиК, 1985. — 80 с.
- Майер Б. О., Преображенский Н. Г. Функция распределения Вигнера в физической оптике. — Новосибирск: ИТПМ, 1987. — 49 с.

по философии
- Майер Б. О. Когнитивные аспекты современной философии отечественного образования / Б. О. Майер; отв. ред. Н. В. Наливайко; Новосиб. гос. пед. ун-т, НИИ философии образования [и др.]. — Новосибирск : Издательство СО РАН, 2006. — 276 с.  (Приложение к журналу "Философия образования" ; т. 22). 500 экз.  ISBN 5-7692-0901-1
- Майер Б. О., Ляпина Е. И. Проблемы русского символизма в философии образования = Problemy of Russian symbolism in philosophy of formation : монография / Б. О. Майер, Е. И. Ляпина ; отв. ред. д-р филос. наук Н. В. Наливайко ; СО РАН, Ин-т философии и права, Ред. журн. "Философия образования". — Новосибирск: Издательство СО РАН, 2008. — 319 с. (Приложение к журналу "Философия образования" ; т. 30). 500 экз. ISBN 978-5-7692-1032-7
- Майер Б. О.,  Власюк Н. Н. Образование как фактор обеспечения устойчивого развития общества. – Новосибирск : НГПУ, 2013. — 226 с.
- Евзрезов Д. В., Майер Б. О. Образование в условиях информационной глобализации. — Новосибирск: НГПУ, 2013. — 200 с. ISBN 978-5-00023-306-1

### Статьи
на русском языке
- Майер Б. О., Стаселько Д. И., Стригун В.Л. О пространственной когерентности излучения, усиленного кристаллом рубина // Оптика и спектроскопия. 1980. Т. 48. № 2. С. 303-306.
- Майер Б. О. Искусство Тайцзицюань как система оздоровления и гармонизации человека. Психофизиологическая модель. // Новые образовательные технологии в стратегии духовного развития общества. Материалы Международной конференции (март, 2000). Экология Человека. Том VI, часть III, заключительная. — Новосибирск: Изд. Центр ГЦРО, 2000. — С. 241—259.
- Казначеев С. В., Майер Б. О. Искусство Тайцзи-цюань как система оздоровления и гармонизации человека. 1. Введение. Биомеханика.
- Майер Б. О. Особенности картины мира в контексте языковых репрезентаций // Философия образования. — № 8. — Новосибирск, НИИ ФО НГПУ, 2003. — С. 219-230.
- Майер Б. О., Покасова Е. В., Наливайко Н. В. Адаптационные функции в системе образования в современных условиях изменяющейся России // Философия образования. 2006. № 2. С. 262-268.
- Евзрезов Д. В., Майер Б. О. Проблемы образования и когнитивная философия: анализ категорий «паттерн» и «метапаттерн» // Философия образования. 2006. № 3. С. 63-70.
- Майер Б. О. Образование, как система когитивной адаптации современного общества // Философия образования. 2006. № 2. С. 305-312.
- Майер Б. О. Логические категории обучения в «кибернетической эпистемологии» //  Философия образования. 2007. № 3. С. 69-78.
- Майер Б. О., Наливайко Н. В., Панарин В. И. Рекомендации международного симпозиума // Философия образования. 2007. № 1. С. 301-306.
- Майер Б. О. Интеграция науки и образования как когнитивная проблема // Философия образования. 2007. № 4. С. 47-52.
- Майер Б. О., Наливайко Н. В., Покасова Е. В. Образование: роль и значение для адаптации к условиям современной России // Философия образования. 2007. № 2. С. 199-202.
- Ананич М. И., Майер Б. О., Сапожников Г. А. Об онтологической технопарковой идеологии в системе развития инновационной деятельности Новосибирской области // Философия образования. 2008. № 4. С. 5-20.
- Майер Б. О., Наливайко Н. В. Об онтологии качества образования в обществе знания // Философия образования. 2008. № 3. С. 4-18.
- Майер Б. О., Наливайко Н. В., Покасова Е. В. Постмодернизм в образовании — очередной этап адаптации  социума? // Философия образования. 2008. № 2. С. 69-76.
- Евзрезов Б. О., Майер Д. В. Глобализация, информационное общество и отечественное образование  // Философия образования. 2008. № 2. С. 194-201.
- Майер Б. О. О «постмодернизме» реформы отечественного образования // Философия образования. – Новосибирск: Изд-во СО РАН, 2009. - № 1(26). – С. 35–43.
- Алтыникова Н. В., Герасёв А. Д., Барахтенова Л. А., Ряписов Н. А., Киселёв Н. Н., Хмелев О. Г., Майер Б. О., Метёлкин Д. А., Барматина И. В., Жафярова М. Н. Стратегия развития государственного образовательного учреждения высшего профессионального образования «Новосибирский государственный педагогический университет» на 2010—2015 годы // Философия образования. 2010. Т. 33. № 4. С. 3-21
- Майер Б. О. Иные в литературе и в жизни // Идеи и идеалы, 2010.  № 4(6), т. 2. – С. 104-109.
- Майер Б. О., Ткачёв А. В. Ценностные иерархии потребительских выборов и гендерные различия // Вестник Новосибирского государственного педагогического университета. 2011. Т. 4. № 4. С. 23-49.
- Майер Б. О. О философии и психофизиологии «внутренних» школ ушу // Вестник Новосибирского государственного педагогического университета. 2012. Т. 5. № 1. С. 42-49.
- Власюк Н. Н., Майер Б. О. О моделях устойчивого развития общества в контексте глобализации // Философия образования. 2012. № 6 (45). С. 33-37.
- Майер Б. О. Образование в условиях глобальных изменений: методологическая функция философии образования  // Философия образования. 2012. № 6 (45). С. 117-124.
- Комиссаров С. А., Майер Б. О., Лю Дэпэй  Экономика и образования: взгляд с востока (недоступная ссылка) // «Идеи и идеалы». 2012. № 3. Т. 1.
- Майер Б. О., Власюк  Н. Н. Аксиологические аспекты образования как фактора обеспечения устойчивого развития общества // Вестник НГПУ, 2012. № 4. С. 26–33.
- Майер Б. О. Технологическая платформа «Образование»: онтологический анализ // Вестник Новосибирского государственного педагогического университета. 2012. №.2. С. 36-47
- Майер Б. О. О паттерне «double bind» в современном обществе и образовании // Вестник Новосибирского государственного педагогического университета. 2012. № 3. С. 44-55
- Майер Б. О. Аксиологические аспекты образования как фактора обеспечения устойчивого развития // Вестник Новосибирского государственного педагогического университета. 2012. №.4. С. 26-33.
- Алтыникова Н. В., Герасёв А. Д., Ряписов Н. А., Майер Б. О., Гижицкая С. А. Новосибирский государственный педагогический университет: курс на инновации // Вестник Новосибирского государственного педагогического университета. 2013. № 1 (11). С. 5-20.
- Дик В. П., Ушакова Е. В., Майер Б. О., Наливайко Н. В., Паршиков В. И. Социологическое знание, разнообразие концептуальных моделей общества и современного образования   // Профессиональное образование в современном мире. 2013. № 3 (10). С. 35-45.
- Майер Б. О., Евзрезов Д. В. Изменения в системе современного общества и реформы высшего образования // Вестник Новосибирского государственного педагогического университета. 2012. № 6. С. 37-43.
- Майер Б. О.,  Евзрезов Д. В. Форсайт и российское образование: онтологический анализ // Профессиональное образование в современном мире, 2013. – № 3 (10). – С. 17–28.
- Евзрезов Д. В., Майер Б. О. «Образование 2030» – вызов системе образования.1. Форсайт образования – план создания «людей одной кнопки»? // Вестник Новосибирского государственного педагогического университета. – 2014. – № 2. – С. 118–132. DOI: http://dx.doi.org/10.15293/2226-3365.1402.11
- Евзрезов Д. В., Майер Б. О. «Образование 2030» – вызов системе образования.2. Форсайт образования – смена модели детства? // Вестник Новосибирского государственного педагогического университета. – 2014. – № 2. – С. 133–149.DOI: http://dx.doi.org/10.15293/2226-3365.1402.12
- Евзрезов Д. В., Майер Б. О. «Образование 2030» – вызов системе образования.3. Смена государственного образования на частное элитарное // Вестник Новосибирского государственного педагогического университета. – 2014. – № 2. – С. 150–161.DOI: http://dx.doi.org/10.15293/2226-3365.1402.13
- Майер Б. О., Мурашова А. В. Оздоровительная китайская гимнастика тайцзицюань 1. Представленность в наукометрических базах Web of Science и Scopus // Вестник Новосибирского государственного педагогического университета. 2014. № 6. С. 65-80.
- Майер Б. О., Мурашова А. В. Оздоровительная китайская гимнастика тайцзицюань для пожилых людей 2. Представленность в наукометрических базах Web of Science и SCOPUS // Вестник Новосибирского государственного педагогического университета. 2015. №.1. С. 31-45.

на других языках
- Mayer B. O. A Russian Scholar on the Philosophy Thoughts of Tai-chi // Journal of PLA Institute of Physical Education - Guangzhou, China: Guangzhou Institute of Physical Education, 2009. v. 28. № 4 . P. 29-30.

### Патенты
- Майер Б. О. Биологически активная композиция (патент на изобретение RUS 2209069 29.11.2001)
- Майер Б. О. Биологически активная композиция  (патент на изобретение RUS 2197971 29.11.2001)
- Майер Б. О. Способ получения модифицированной хитозановой эмульсии и продуктов на её основе (патент на изобретение RUS 2223279 09.10.2001)
- Майер Б. О. Хитозановый продукт, способ его получения (варианты) (патент на изобретение RUS 2313538 04.08.2005)